# William Cecil Ross
Pour les articles homonymes, voir William Cecil.
William Cecil Ross (11 mai 1911 - 4 juin 1998) est un homme politique et syndicaliste du Manitoba, au Canada, ainsi qu'un vétéran de la Seconde Guerre mondiale qui a servi en Italie, en Hollande et en Allemagne. Engagé pour des causes sociales au Canada, il devient le secrétaire général de la Ligue de la jeunesse communiste, puis le chef du Parti communiste du Manitoba de 1948 jusqu'à sa retraite en 1981.

## Biographie
Ross grandit dans une famille juive laïque qui émigre de l’Ukraine à Winnipeg, au Manitoba, en 1917. Ayant reçu le nom de Cecil Zuken à sa naissance, il change légalement ce nom en 1936 (en partie pour protéger sa famille contre le harcèlement anticommuniste). Son frère Joe Zuken devient également un politicien communiste renommé qui, pendant de nombreuses années, siège en tant que conseiller municipal de la classe ouvrière dans North End, à Winnipeg. 
Avec le soutien éditorial de Dos Yiddishe Vort (un journal juif local), Ross est élu à la commission scolaire de Winnipeg en 1936 et occupe ce poste jusqu'en 1939. Également actif dans l’organisation syndicale à l’extérieur de la ville et, accusé de sédition, il est emprisonné pendant six mois, après avoir mené une grève des mineurs à Flin Flon. En 1940, Ross fait campagne pour Leslie Morris dans la circonscription fédérale de Winnipeg-Nord, contribuant ainsi à la défaite du député sortant de la Fédération du Commonwealth coopératif, Abraham Albert Heaps, le politicien juif le plus en vue dans la ville. 
Ross se présente pour la première fois à des élections provinciales en 1945, sous la bannière du « Parti ouvrier progressiste » (nom dont le Parti communiste s’était rebaptisé) dans la circonscription d’Assiniboia. Il termine loin derrière le vainqueur, Ernest Draffin, de la FCC du Manitoba. 
Élu par acclamation après la démission de l’ancien chef Bill Kardash pour des raisons de santé, Ross devient le chef du POP provincial le 12 décembre 1948. Il ne se présente pas aux élections de 1949 en raison d’une décision du Parti de concentrer ses ressources — le POP ne présente alors que deux candidats à cette occasion, dont l’un est élu. Ross continue à diriger le POP (rebaptisé Parti communiste en 1959) et ce pendant trente-trois ans, bien qu’il soit incapable d’empêcher le Parti de décliner en une force politique marginale. 
Ross et Joseph Zuken entretiennent une relation tendue dans les années 1970, en raison des critiques fréquentes de Zuken à l’égard de l’Union soviétique et de la politique officielle du Parti communiste. Tandis que Zuken exprime ses préoccupations quant à l’antisémitisme en Union soviétique et les restrictions sur les déplacements des Juifs, Ross n’est pas disposé à faire des déclarations publiques qui violeraient le principe de l’unité du Parti. Ross défendait le gouvernement communiste de Tchécoslovaquie contre les accusations d’antisémitisme en 1952, à la suite des procès de Rudolf Slánský et d’autres. 
Malgré leurs différends, les frères restent proches l’un de l’autre tout au long de leur vie. Ross joue un rôle de premier plan aux funérailles de Zuken en 1986. 
Au cours des années 1980, Ross s’oppose à la politique de la Commission scolaire de Winnipeg en matière d’éducation en écrivant sur la famine ukrainienne du début des années 1930. Il reconnait la mort de millions de personnes, mais nie que le gouvernement de Joseph Staline ait consciemment planifié un acte de génocide contre le peuple ukrainien. (Mary Kardash, une conseillère scolaire de Winnipeg d’origine ukrainienne, présente essentiellement les mêmes arguments que Ross au cours de ces débats). 
Anne Ross, son épouse, est également une personnalité publique, agissant comme administratrice à la clinique Mount Carmel (en) de Winnipeg. Au début des années 1970, cette clinique fait l’objet d’une controverse publique à la suite de sa décision d’offrir des services d’orientation à l’avortement. 
Ross se présente à des élections fédérales et provinciales à quatorze reprises. Outre la campagne de 1945 mentionnée ci-dessus, il est candidat dans : 
- Winnipeg Ward Two, élections municipales de Winnipeg en 1953, (635 voix)
- Winnipeg North Centre, élections fédérales de 1953 (1606 votes), élu : Stanley Knowles (FCC)
- Winnipeg-Nord, élections fédérales de 1957 (1579 votes), élu : Alistair Stewart (FCC)
- Winnipeg-Nord, élections fédérales de 1958 (1503 votes), élu : Murray Smith (PC)
- Burrows, élections provinciales de 1959 (675 voix), élu : John Hawryluk (FCC)
- Winnipeg-Nord, élections fédérales de 1962 (1504 votes), élu : David Orlikow (NPD)
- Inkster, élections provinciales de 1966 (312 voix), élu : Sidney Green (NPD)
- Winnipeg-Nord, élections fédérales de 1968 (869 votes), élu : David Orlikow (NPD)
- Winnipeg-Nord, élections fédérales de 1972 (587 votes), réélu : David Orlikow (NPD)
- St.Johns, élections provinciales de 1973 (66 voix), élu : Saul Cherniack (NPD)
- Winnipeg-Nord, élections fédérales de 1974 (390 votes), élu : David Orlikow (NPD)
- Winnipeg-Nord, élections fédérales de 1979 (242 votes), réélu : David Orlikow (NPD)
- Winnipeg-Nord, élections fédérales de 1980 (195 votes), réélu : David Orlikow (NPD)
- St.Johns, élections provinciales de 1981 (117 voix), élu : Donald Malinowski (NPD)